# Åke Moberg
John Åke Lennart Moberg, más conocido como Åke Moberg (19 de junio de 1926 - 18 de marzo de 2013) fue un jugador de balonmano sueco. Fue un componente de la Selección de balonmano de Suecia.
Con la selección ganó la medalla de oro en el Campeonato Mundial de Balonmano Masculino de 1954. 
Durante los años 40 del siglo XX fue considerado uno de los jugadores más prometedores del mundo y jugando con la selección entre 1946 y 1959.
Fue además campeón del mundo en pentatlón militar en 1953 y 1954.

## Palmarés

### Kristianstad
- Liga sueca de balonmano masculino (3): 1948, 1952, 1953

## Clubes
- IFK Kristianstad ( -1958)
- AIK Handboll (1958-1960)
- IFK Kristianstad (1960-1964)